# Grand Prix d'Isbergues 2013
La 67e édition du Grand Prix d'Isbergues a eu lieu le 22 septembre 2013. Elle compte pour la Coupe de France.
L'épreuve fait partie de l'UCI Europe Tour 2013 en catégorie 1.1.

## Présentation

### Équipes
Classé en catégorie 1.1 de l'UCI Europe Tour, le Grand Prix d'Isbergues est par conséquent ouvert aux UCI ProTeams dans la limite de 50 % des équipes participantes, aux équipes continentales professionnelles, aux équipes continentales et à une équipe nationale française.
19 équipes participent à ce Grand Prix d'Isbergues :
| Nom de l'équipe   | Pays       | Code |
| ----------------- | ---------- | ---- |
| AG2R La Mondiale  | France     | ALM  |
| Argos-Shimano     | Pays-Bas   | ARG  |
| BMC Racing        | États-Unis | BMC  |
| Cannondale        | Italie     | CAN  |
| Euskaltel Euskadi | Espagne    | EUS  |
| FDJ.fr            | France     | FDJ  |
| Saxo-Tinkoff      | Danemark   | TST  |
| Vacansoleil-DCM   | Pays-Bas   | VCD  |

| Nom de l'équipe              | Pays     | Code |
| ---------------------------- | -------- | ---- |
| Accent Jobs-Wanty            | Belgique | AJW  |
| Bretagne-Séché Environnement | France   | BSE  |
| Cofidis                      | France   | COF  |
| Champion System              | Chine    | CSS  |
| Crelan-Euphony               | Belgique | CRE  |
| Europcar                     | France   | EUC  |
| Sojasun                      | France   | SOJ  |
| Topsport Vlaanderen-Baloise  | Belgique | TSV  |

| Nom de l'équipe         | Pays     | Code |
| ----------------------- | -------- | ---- |
| BigMat-Auber 93         | France   | BIG  |
| La Pomme Marseille      | France   | LPM  |
| Roubaix Lille Métropole | France   | RLM  |
| Wallonie-Bruxelles      | Belgique | WBC  |

## Récit de la course

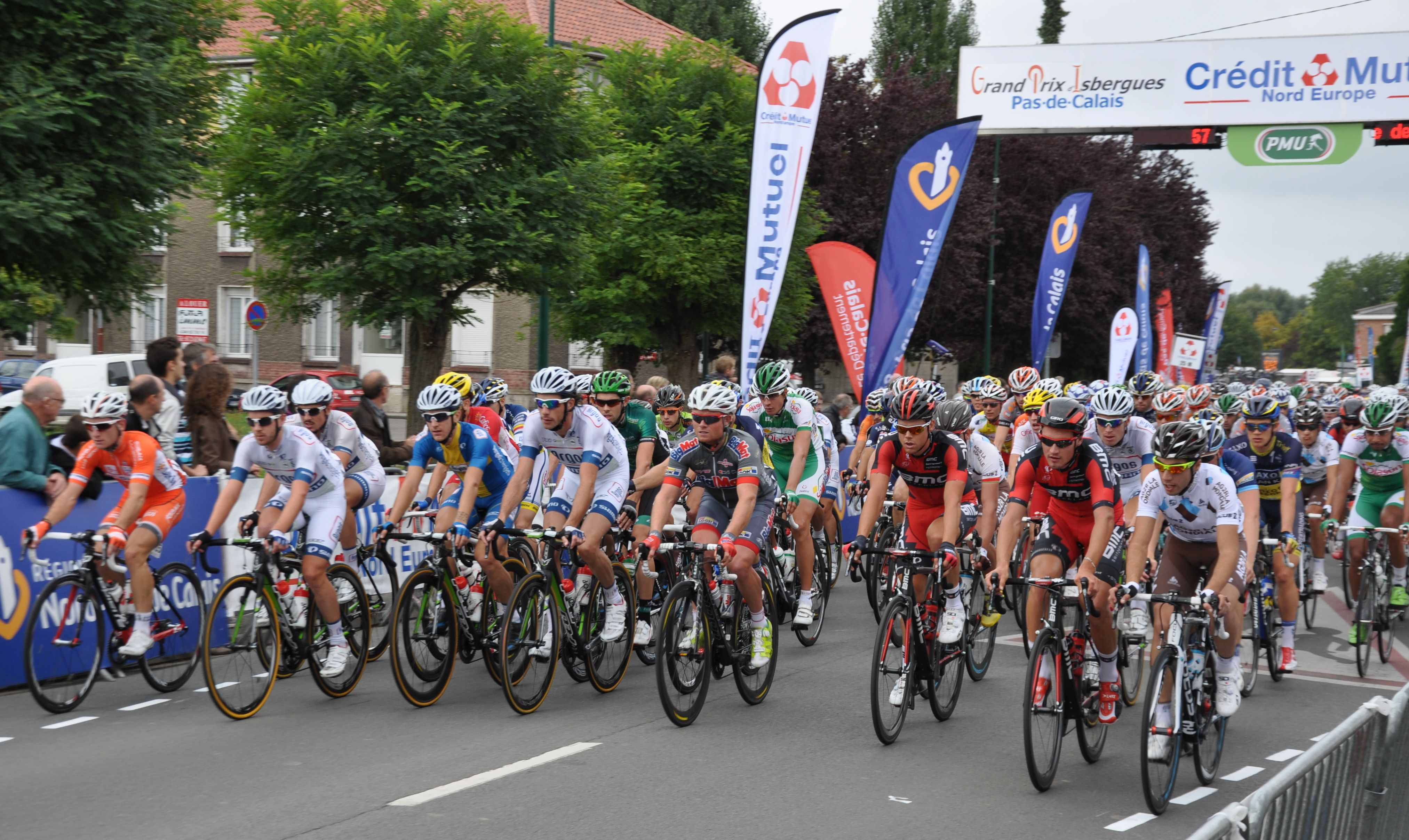
Départ du peloton

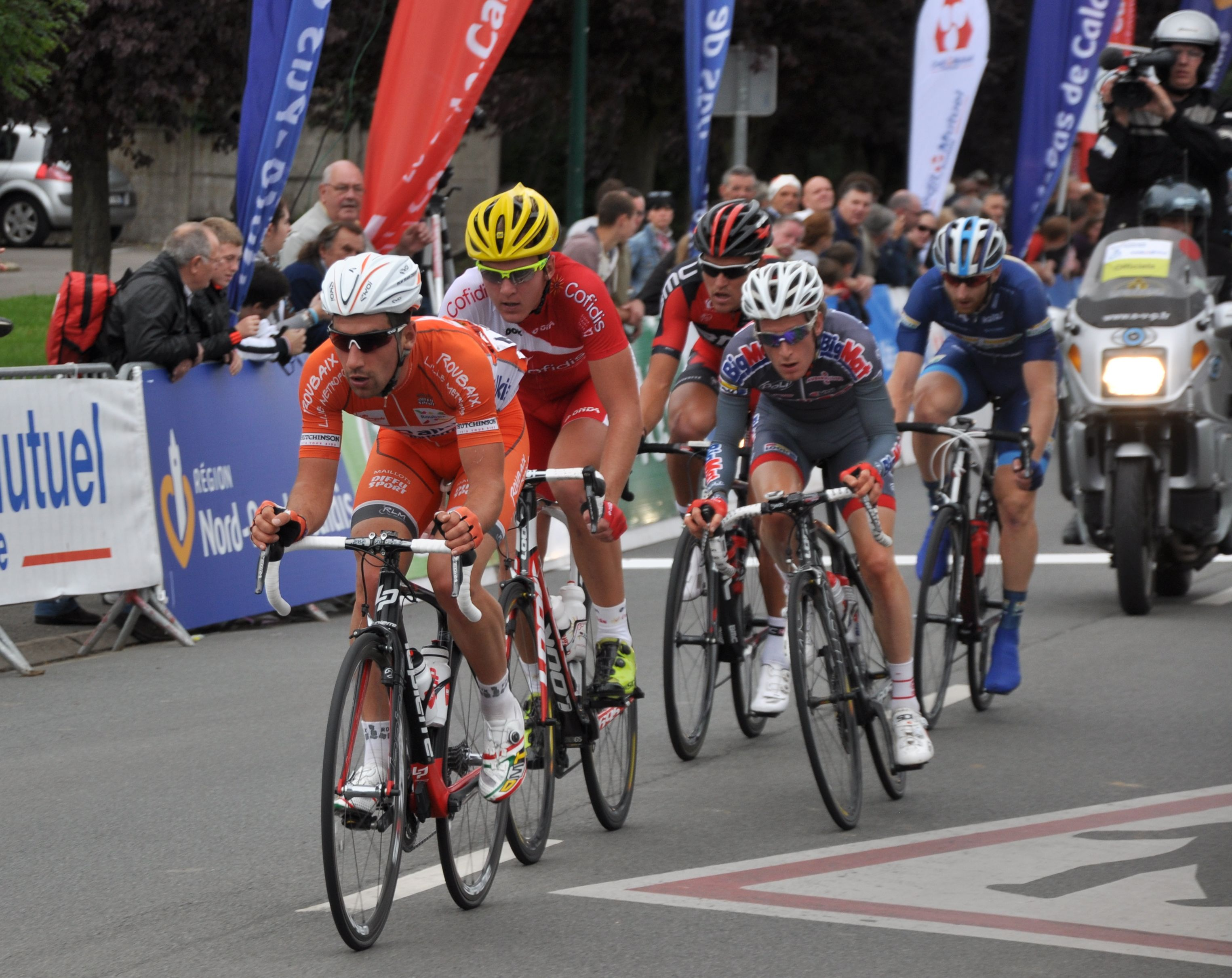
Première échappée: Julien Duval, Gert Jõeäär, Théo Vimpère, Greg Van Avermaet et Reidar Borgersen (selon leur position).

## Classement final
|    | Coureur          | Équipe             |    | Temps           |
| -- | ---------------- | ------------------ | -- | --------------- |
| 1  | Arnaud Démare    | FDJ.fr             | en | 4 h 34 min 05 s |
| 2  | John Degenkolb   | Argos-Shimano      | +  | m.t             |
| 3  | Jempy Drucker    | Accent Jobs-Wanty  |    | m.t             |
| 4  | Thor Hushovd     | BMC Racing         |    | m.t             |
| 5  | Philippe Gilbert | BMC Racing         |    | m.t             |
| 6  | Yannick Martinez | La Pomme Marseille |    | m.t             |
| 7  | Samuel Dumoulin  | AG2R La Mondiale   |    | m.t             |
| 8  | Bryan Coquard    | Europcar           |    | m.t             |
| 9  | Romain Feillu    | Vacansoleil-DCM    |    | m.t             |
| 10 | Julien Simon     | Sojasun            |    | m.t             |